# Cognin
Cognin é uma comuna francesa na região administrativa de Auvérnia-Ródano-Alpes, no departamento da Saboia. Estende-se por uma área de 4.48 km². Em 2010 a comuna tinha 6 446 habitantes (densidade: 1 438,8 hab./km²).